# RUNYweb.com
RUNYweb.com — русско-американский новостной портал с ежедневным обновлением об американской жизни на русском языке.

## Тематика
Портал специализируется на новостях, публикации актуальной информации и аналитических материалов о политике, бизнесе и финансах, а также событиях культуры и спорта, происходящих на территории США, в большей степени — Нью-Йорка.
Вся информация распределяется по разделам согласно тематике, например, информация о Нью-Йорке (новости, исторические справки, информация для туристов) размещается в разделе «Нью-Йорк», события, происходящие в других штатах — в разделе «Америка Сегодня». Также в отдельные разделы вынесены «Культура», «Закон», «Бизнес», «Туризм», «Досуг». Практически самостоятельным является раздел «RUNYjews», освещающий еврейскую тему.

## Аудитория
Аудиторией портала являются русскоязычные жители США, но портал также читают в России и других странах. За несколько лет портал стал одним из самых влиятельных русско-американских онлайн изданий. На нем появляется все больше интервью с известными нью-йоркскими политиками, такими, как Алек Брук-Красный, Марти Марковиц, Скотт Стрингер, Лу Фидлер и др.

## Создатели портала
Создателями портала являются русско-американский журналист Геннадий Кацов и доктор Джозеф Клейнерман, известный в русской общине США меценат.
С сайтом сотрудничают известные, как в США, так и в других странах журналисты, такие как, Владимир Козловский, Вадим Ярмолинец, Александр Грант, Светлана Вайс, Майя Прицкер, Наташа Шарымова, Алексей Осипов, Игорь Тимофеев и другие.

## Проекты
Частью портала RUNYweb.com является некоммерческий онлайн проект «Энциклопедия Русской Америки»